# Kostel Českobratrské církve evangelické (České Budějovice)
Kostel Českobratrské církve evangelické je církevní stavba v ulici 28. října v Českých Budějovicích. Budova z roku 1899 je od 7. července 2021 chráněna jako kulturní památka. Někdy je označován i jako kaple či modlitebna (Bethaus).

## Historie
Po protestantském patentu z roku 1861, který zaručoval rovnost vyznání v habsburské monarchii, byla v roce 1868 v Českých Budějovicích založena protestantská obec, původně jako filiálka Církve Martina Luthera v Linci, která byla v roce 1910 povýšena na samostatnou obec. Do roku 1945 patřila budějovická obec k Německé církvi evangelické v Čechách, na Moravě a ve Slezsku.
Kostel postavil plzeňský architekt Viktor Schwerdtner již v roce 1899, stavebních prací se ujal místní stavitel Josef Hauptvogl. Základní kámen kaple byl položen 9. července 1899; slavnostní vysvěcení proběhlo 8. prosince 1899.
Budova kostela v dnešní ulici 28. října je provedená v novorománském a tradičním obloučkovém stylu. Střešní arkýř s biforiovým oknem, je zdůrazněn hřebenovou věžičkou. Vstupní portál je řešen jako stupňovitý portál s vloženými sloupy s krychlovými hlavicemi a pásem točeného lana v archivoltě. V horním patře budovy se nachází modlitebna, do které se lze dostat po schodišti a výtahem ze dvora. V přízemí je farní sál a byt pastora.
Od roku 1959 je kostel ve vlastnictví sboru Českobratrské církve evangelické .